# Saint-Palais (Cher)
Pour les articles homonymes, voir Saint-Palais.
Saint-Palais est une commune française située dans le département du Cher en région Centre-Val de Loire.

## Géographie
Le territoire communal est arrosé par le ruisseau de Saint-Palais.
Cette commune est située à environ 3 kilomètres (au nord) de Saint-Martin d'Auxigny, 15 kilomètres (au nord) de Bourges et une centaine de kilomètres (au sud) d'Orléans.

### Climat
Pour des articles plus généraux, voir Climat du Centre-Val de Loire et Climat du Cher.
En 2010, le climat de la commune est de type climat océanique dégradé des plaines du Centre et du Nord, selon une étude du CNRS s'appuyant sur une série de données couvrant la période 1971-2000. En 2020, Météo-France publie une typologie des climats de la France métropolitaine dans laquelle la commune est exposée à un climat océanique altéré et est dans la région climatique  Centre et contreforts nord du Massif Central, caractérisée par un air sec en été et un bon ensoleillement. 
Pour la période 1971-2000, la température annuelle moyenne est de 11,4 °C, avec une amplitude thermique annuelle de 15,6 °C. Le cumul annuel moyen de précipitations est de 791 mm, avec 11,7 jours de précipitations en janvier et 7,2 jours en juillet. Pour la période 1991-2020, la température moyenne annuelle observée sur la station météorologique la plus proche, située sur la commune de La Chapelle-d'Angillon à 15 km à vol d'oiseau, est de 11,6 °C et le cumul annuel moyen de précipitations est de 870,9 mm,. Pour l'avenir, les paramètres climatiques de la commune estimés pour 2050 selon différents scénarios d'émission de gaz à effet de serre sont consultables sur un site dédié publié par Météo-France en novembre 2022.

## Urbanisme

### Typologie
Au 1er janvier 2024, Saint-Palais est catégorisée commune rurale à habitat dispersé, selon la nouvelle grille communale de densité à 7 niveaux définie par l'Insee en 2022.
Elle est située hors unité urbaine. Par ailleurs la commune fait partie de l'aire d'attraction de Bourges, dont elle est une commune de la couronne,. Cette aire, qui regroupe 111 communes, est catégorisée dans les aires de 50 000 à moins de 200 000 habitants,.

### Occupation des sols
L'occupation des sols de la commune, telle qu'elle ressort de la base de données européenne d’occupation biophysique des sols Corine Land Cover (CLC), est marquée par l'importance des territoires agricoles (67,4 % en 2018), en diminution par rapport à 1990 (74,1 %). La répartition détaillée en 2018 est la suivante : 
forêts (26,1 %), terres arables (23 %), prairies (19,8 %), cultures permanentes (12,6 %), zones agricoles hétérogènes (12,1 %), milieux à végétation arbustive et/ou herbacée (3,1 %), eaux continentales (2,2 %), mines, décharges et chantiers (1,2 %).
L'évolution de l’occupation des sols de la commune et de ses infrastructures peut être observée sur les différentes représentations cartographiques du territoire : la carte de Cassini (XVIIIe siècle), la carte d'état-major (1820-1866) et les cartes ou photos aériennes de l'IGN pour la période actuelle (1950 à aujourd'hui).

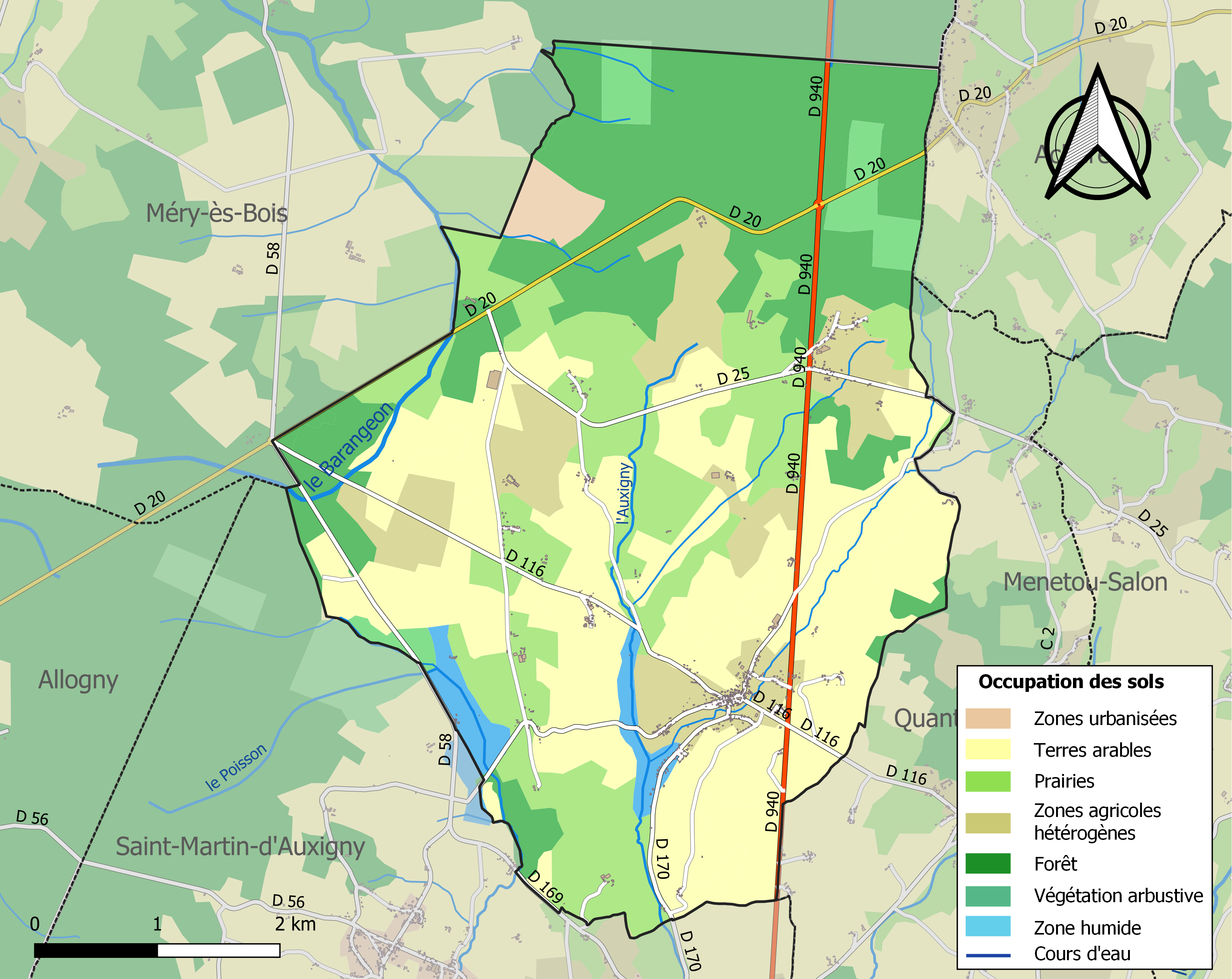
Carte des infrastructures et de l'occupation des sols de la commune en 2018 (CLC).

### Risques majeurs
Le territoire de la commune de Saint-Palais est vulnérable à différents aléas naturels : météorologiques (tempête, orage, neige, grand froid, canicule ou sécheresse), mouvements de terrains et séisme (sismicité faible). Il est également exposé à deux risques technologiques,  le transport de matières dangereuses et  le risque industriel. Un site publié par le BRGM permet d'évaluer simplement et rapidement les risques d'un bien localisé soit par son adresse soit par le numéro de sa parcelle.

#### Risques naturels

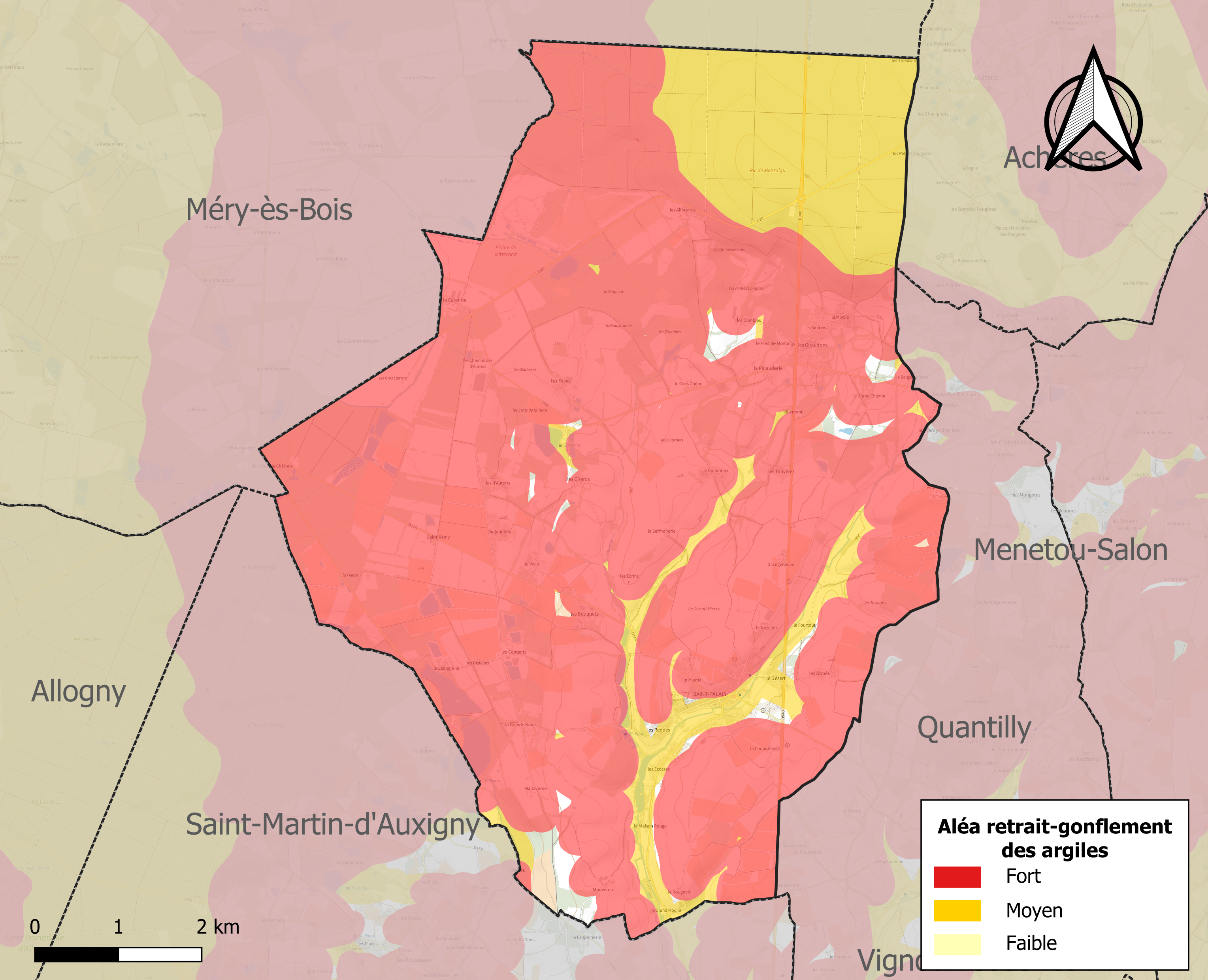
Carte des zones d'aléa retrait-gonflement des sols argileux de Saint-Palais.

La commune est vulnérable au risque de mouvements de terrains constitué principalement du retrait-gonflement des sols argileux. Cet aléa est susceptible d'engendrer des dommages importants aux bâtiments en cas d’alternance de périodes de sécheresse et de pluie. 97,8 % de la superficie communale est en aléa moyen ou fort (90 % au niveau départemental et 48,5 % au niveau national). Sur les 324 bâtiments dénombrés sur la commune en 2019, 305 sont en aléa moyen ou fort, soit 94 %, à comparer aux 83 % au niveau départemental et 54 % au niveau national. Une cartographie de l'exposition du territoire national au retrait gonflement des sols argileux est disponible sur le site du BRGM,.
Concernant les mouvements de terrains, la commune a été reconnue en état de catastrophe naturelle au titre des dommages causés par la sécheresse en 1989, 2018 et 2019 et par des mouvements de terrain en 1999.

#### Risques technologiques
La commune est exposée au risque industriel du fait de la présence sur son territoire d'une entreprise soumise à la directive européenne SEVESO.
Le risque de transport de matières dangereuses sur la commune est lié à sa traversée par des infrastructures routières ou ferroviaires importantes ou la présence d'une canalisation de transport d'hydrocarbures. Un accident se produisant sur de telles infrastructures est en effet susceptible d’avoir des effets graves au bâti ou aux personnes jusqu’à 350 m, selon la nature du matériau transporté. Des dispositions d’urbanisme peuvent être préconisées en conséquence.

## Centre du cercle inscrit

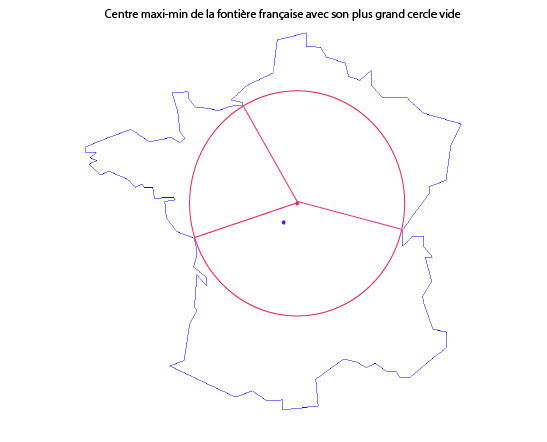

Sur la commune se trouve le centre du plus grand cercle entièrement inclus dans le territoire de France continentale, le cercle inscrit. Ce point, près du lieu-dit les Combles, est à 291,3 km des trois points « rentrants » du territoire suivants :
- au nord ouest, la côte près de Benerville-sur-Mer (Calvados)
- au sud ouest, l'embouchure de la Sèvre niortaise près de Charron (Charente-Maritime)
- à l'est à Chapelle-des-Bois (Doubs)

Ce point est l'endroit de France continentale situé le plus loin de la frontière la plus proche.

## Toponymie
Le nom de la localité est attesté sous la forme Sanctus Paladius au XIIIe siècle et en 1327.

## Histoire
Au Moyen Âge, le château est libéré en 1149 par la milice de la commune de Bourges alors qu’il était occupé par Renaud de Graçay.

## Politique et administration
| Période   | Période   | Identité                    | Étiquette | Qualité                                          |
| --------- | --------- | --------------------------- | --------- | ------------------------------------------------ |
| 1802      | 1813      | Sylvain Gadoin              |           |                                                  |
| 1813      | 1816      | François Bandin             |           |                                                  |
| 1816      | 1837      | Sylvain Gadoin              |           |                                                  |
| 1837      | 1840      | Pierre Lecompte             |           |                                                  |
| 1840      | 1846      | Pierre Sennedot             |           |                                                  |
| 1846      | 1848      | François Chameron           |           |                                                  |
| 1848      | 1857      | Etienne Leprat              |           |                                                  |
| 1857      | 1865      | François Chameron           |           |                                                  |
| 1865      | 1871      | Charles Chameron            |           |                                                  |
| 1871      | 1876      | Eugène Benoit               |           |                                                  |
| 1876      | 1878      | Jacques Blais               |           |                                                  |
| 1878      | 1897      | Eugène Debeaune             |           |                                                  |
| 1897      | 1903      | Victor Lecompte             |           |                                                  |
| 1903      | 1904      | Jean Auclin                 |           |                                                  |
| 1904      | 1909      | Alphonse Sennedat           |           |                                                  |
| 1909      | 1919      | Jules Vilpellée             |           |                                                  |
| 1919      | 1924      | Léon Lagrange               |           |                                                  |
| 1924      | 1934      | Jules Vilpellée             |           |                                                  |
| 1934      | 1962      | Pierre Desmoulières         |           |                                                  |
| 1962      | 1977      | Roger Debeaune              |           |                                                  |
| 1977      | mars 2001 | Jean-Paul Fuscien           |           |                                                  |
| mars 2001 | mai 2020  | Bernard Ozon                |           | Retraité d'une entreprise publique               |
| mai 2020  | En cours  | Aurélie-Elisabeth Chabenat, |           | Cadre administrative et commerciale d'entreprise |

## Démographie
L'évolution du nombre d'habitants est connue à travers les recensements de la population effectués dans la commune depuis 1793. Pour les communes de moins de 10 000 habitants, une enquête de recensement portant sur toute la population est réalisée tous les cinq ans, les populations de référence des années intermédiaires étant quant à elles estimées par interpolation ou extrapolation. Pour la commune, le premier recensement exhaustif entrant dans le cadre du nouveau dispositif a été réalisé en 2004.

En 2022, la commune comptait 617 habitants, en évolution de −0,96 % par rapport à 2016 (Cher : −2,48 %, France hors Mayotte : +2,11 %).
| 1793 | 1800 | 1806 | 1821 | 1831 | 1836 | 1841 | 1846 | 1851 |
| ---- | ---- | ---- | ---- | ---- | ---- | ---- | ---- | ---- |
| 521  | 614  | 705  | 705  | 812  | 800  | 851  | 925  | 964  |

| 1856  | 1861  | 1866  | 1872  | 1876  | 1881  | 1886  | 1891 | 1896 |
| ----- | ----- | ----- | ----- | ----- | ----- | ----- | ---- | ---- |
| 1 030 | 1 101 | 1 195 | 1 172 | 1 015 | 1 011 | 1 002 | 926  | 928  |

| 1901 | 1906 | 1911 | 1921 | 1926 | 1931 | 1936 | 1946 | 1954 |
| ---- | ---- | ---- | ---- | ---- | ---- | ---- | ---- | ---- |
| 870  | 870  | 810  | 656  | 594  | 603  | 598  | 581  | 544  |

| 1962 | 1968 | 1975 | 1982 | 1990 | 1999 | 2004 | 2006 | 2009 |
| ---- | ---- | ---- | ---- | ---- | ---- | ---- | ---- | ---- |
| 561  | 536  | 486  | 587  | 602  | 609  | 617  | 631  | 624  |

| 2014 | 2019 | 2022 | - | - | - | - | - | - |
| ---- | ---- | ---- | - | - | - | - | - | - |
| 636  | 611  | 617  | - | - | - | - | - | - |

## Culture locale et patrimoine

### Lieux et monuments
- Église Saint-Palais, à nef unique et au clocher très élancé. La Fondation pour la sauvegarde de l'art français a versé en 2004 une subvention de 7 000 euros pour la rénovation du gros œuvre[26].

### Personnalités liées à la commune
- Le révolutionnaire Léon Trotski séjourna à Saint-Palais en 1934, en compagnie notamment de Rudolf Klement et Yvan Craipeau[27].
- Léon Dixneuf (1920-1973), évêque de Rennes, est mort d'un accident de la route sur la commune.

### Héraldique
| Blason de Saint-Palais | Blason  | D'argent à trois chevrons de gueules, au chef du même. |
| Blason de Saint-Palais | Détails | Adopté le 30 septembre 1987 par le conseil municipal.  |